# The Spirit of '17
The Spirit of '17 er en amerikansk stumfilm fra 1918 af William Desmond Taylor.

## Medvirkende
- Jack Pickford - Davy Glidden
- Clarence Geldart - Adjutant Glidden
- Edythe Chapman
- L.N. Wells - Jerico Norton
- Charles Arling - John Edwards